# Baszra
Baszra vagy el-Baszra (arabul البصرة – al-Baṣra, átírásváltozata al-Başrah, magyarul időnként Bászra) város Irak délkeleti peremén, Baszra kormányzóság székhelye, az ország harmadik legnépesebb városa (2 010 000 fő, 2012, becslés). Nagy múltú település, a 8–10. században az arab világ egyik legjelentősebb kulturális központja volt.  Napjainkban Dél-Irak gazdasági-kulturális központja saját nemzetközi repülőtérrel és 1967-ben alapított egyetemmel.

## Fekvése
Az ország délkeleti peremén, a Satt el-Arab folyó partján, annak torkolatától mintegy 110, a Perzsa-öböl partvidékétől 55 kilométerre fekszik, az iráni és a kuvaiti határ közelében. Északnyugati szomszédságában terül el az el-Hammári-tó, azon túl, illetve délnyugatra a Dzsanúbijja-sivatag dűnéi emelkednek. A Satt-el-Arab bal partján, a várostól északkeletre a Kárun folyó feltöltötte, helyenként mocsaras, jelentős kőolaj- és földgázkészlettel rendelkező Huzisztáni-alföld található. A baszrai kikötőtől délkeletre húzódnak a hivatalok és a lakónegyedek, ezeken túl sűrű csatornahálózat található (ezek miatt „a Közel-Kelet Velencéje” névvel is illetik a várost).

## Története
A mai város elődjét mintegy 15 kilométernyire délnyugatra, 638-ban alapította I. Omár, a második rásidún kalifa, s katonai helyőrségként rendeltetése a határok védelme volt. Innen indította az Rásidún Kalifátus hadjáratait a perzsa Szászánida Birodalom ellen. Ugyancsak itt zajlott le 656-ban Mohamed özvegye, egyben az első kalifa, Abu Bakr kalifa leánya, Áisa, illetve Mohamed unokaöccse, a negyedik kalifa, Ali közötti ún. tevecsata, ez utóbbi győzelmével. Az ezt követően beállt rövid békeidőben megszűnt Baszra katonaihelyőrség-jellege, kézművesek, kereskedők telepedtek le a városban. Ali uralkodásának lezárultával, 661 után Baszra állandó viszálykodások színtere lett. Egyfelől a különféle iszlám irányzatok (szunniták, síiták, háridzsiták), másrészt a városban letelepedett etnikumok (az arab vezető réteg mellett perzsák, indiaiak, afrikaiak, malájok) között állandósultak a konfliktusok. A 7. század végén a kalifák uralma ellen lázadó Abdalláh ibn az-Zubajr foglalta el a várost, amely a következő években is több felkelés helyszíne volt (Ibn al-Asasz, 701; al-Muhallab, 719–720). Az Abbászidák 750-ben vonták ellenőrzésük alá Baszrát, és fennhatóságuk alatt zajlott le előbb 820–835 között az indiai rabszolgák (zottok), majd 869–883 között az alávetett fekete rabszolgák (zandzsok) felkelése.
Időközben, már a 8. század elejétől Baszra egyre jelentősebb kulturális központ lett. Itt élt és tevékenykedett a költő Bassár ibn Burd és Abu Nuvász, az író Ibn al-Mukaffa, Szahl ibn Hárún és Dzsáhiz és Halíl ibn Ahmad. Baszrában alakult ki a két nagy arab nyelvészeti iskola egyike, amelynek legjelentősebb képviselője a perzsa Szíbavajhi. Szintén a városhoz kötődik az itt tevékenykedő Haszan al-Baszrí tanításai alapján szerveződött racionalista mutazilita teológiai iskola.
923-ban a síiták harcias karmati szektájához tartozó csapatok dúlták fel a várost, ezzel vetve véget virágzásának. Baszra mint gazdasági és kulturális központ lehanyatlott, s az elkövetkezendő évszázadokat jelentőségét vesztett településként élte végig. A 16. századtól lendült fel ismét kereskedelmi élete. 1668-tól az Oszmán Birodalom kereskedővárosa volt, 1914 novemberében a Brit Birodalom indiai csapatai foglalták el a mezopotámiai hadjárat kezdetén. 1920-tól brit mandátumterület (Brit Mandátum alatti Iraki Királyság), majd 1932-től a (de jure) független Irak része lett.
A 20. század második felében a város ipara fellendült: a közelben kitermelt kőolajat és földgázt feldolgozó üzemegységek mellett a vegyi- (etilén- és műtrágyagyártás) és az ugyancsak a környező vidékek adta mezőgazdasági javakra támaszkodó könnyűipar (élelmiszer-, hús-, papíripar) is jelentős. Az 1960-as évekre Baszra kikötőjének forgalma rendkívüli mértékben megnövekedett, ezért 1961-ben a kuvaiti határ közvetlen közelében megnyitották Umm Kaszr kikötőjét, s az addig csak Baszráig vezető vasútvonalat is kiépítették az új kikötőig. Az irak–iráni háborúban (1980–1988), az Öbölháborúban (1991), majd az iraki háborúban (2003) a város jelentős veszteségeket szenvedett el, ipari épületeinek, kikötőjének, infrastruktúrájának nagy része megsemmisült.

## Közlekedés

### Vasút
- Bagdad–Baszra nagysebességű vasútvonal